# HD119082
HD119082 — хімічно пекулярна зоря спектрального класу A3, що має видиму зоряну величину в смузі V приблизно  7,4.
Вона  розташована на відстані близько 321,7 світлових років від Сонця.